# Antillorena
Genre
Antillorena est un genre d'araignées aranéomorphes de la famille des Zodariidae.

## Distribution
Les espèces de ce genre se rencontrent au Brésil, en Colombie et aux Antilles.

## Liste des espèces
Selon World Spider Catalog (version 19.5, 21/12/2018) :
- Antillorena gaia Brescovit & Ruiz, 2011
- Antillorena patapata Brescovit & Ruiz, 2011
- Antillorena polli (Simon, 1887)
- Antillorena sanjacintensis Quijano-Cuervo & Brescovit, 2018

## Publication originale
- Jocqué, 1991 : A generic revision of the spider family Zodariidae (Araneae). Bulletin of the American Museum of Natural History, no 201, p. 1-160 (texte intégral).